# Indjil
De Indjil (Arabisch: إنجيل) is een boek dat op een aantal plaatsen in de Koran wordt genoemd als een van de openbaringsboeken van Allah aan Isa (Jezus) voor de Israëlieten. De Indjil is daarmee een van de islamitische Heilige Boeken en het geloof daarin is voor moslims een religieuze verplichting.

## Identificatie
Hoewel niet geheel duidelijk is hoe het woord in het Arabisch is gekomen, hebben historici vastgesteld dat het Arabische indjil lijkt op het Ethiopische wangel en het Perzische andjil. Aangenomen wordt dat door Abessijnse christenen het woord reeds ingevoerd was in het Arabië aan het begin van de 6e eeuw. Het woord is verder te herleiden tot het Griekse woord εὐαγγέλιον (evangelion), in het Nederlands evangelie, dat 'goede boodschap' betekent.
Volgens de gangbare islamitische leer, gebaseerd op verscheidene Koranpassages, is de Indjil een rechtstreekse openbaring van Allah aan Isa voor de Israëlieten. Isa is daarmee de boodschapper van de Indjil. Dit moet overigens niet verward worden met de christelijke visie, waarin immers het evangelie de boodschap van Jezus aan de mensheid is. De Indjil is volgens moslimgeleerden ook niet gelijk aan de vier Evangeliën zoals opgenomen in het Nieuwe Testament. Vanwege de verschillen met de Koran en de islamitische leer worden deze Evangeliën door hen beschouwd als onbetrouwbaar.
Volgens klassieke islamitische geleerden is de Indjil van Isa een openbaring uit het zogenoemde Moederboek (Umm al-Kitab), een hemels boek, waaruit ook de andere heilige islamitische boeken zouden zijn geopenbaard. Volgens hen hadden al deze boeken dezelfde boodschap.
Er is geen geschrift bewaard gebleven dat volgens de islam de Indjil vertegenwoordigt en omdat de Koran er niet uit citeert, is zelfs een gedeeltelijke reconstructie niet mogelijk. 
Door de ontdekking van het Evangelie van Barnabas voelen sommige moslims zich gesteund in hun overtuiging dat de Indjil wel heeft bestaan, en dat de Indjil, in tegenstelling tot de geschriften in het Nieuwe Testament, de juiste weergave was van wat aan Isa zou zijn geopenbaard. Het Evangelie van Barnabas dateert echter uit de 16e eeuw, een periode van ver na het leven van Barnabas en bovendien van na de komst van de islam.

## Inhoud
In de Koran komt het woord Indjil op een twaalftal plaatsen voor in de Medinaanse soera's. Uit die verzen komt het beeld naar voren dat de Indjil door Allah aan Isa gegeven werd en dat dit geschrift een bevestiging zou zijn geweest van de Tawrat (Thora), terwijl de Koran op zijn beurt het corrigerende sluitstuk zou zijn van zowel de Tawrat als de Indjil.
De Koran schetst een beeld van de inhoud van de Indjil dat op een aantal belangrijke punten met de nieuwtestamentische geschriften verschilt. Moslimgeleerden stellen daarom dat in het Evangelie de betekenis of woorden niet correct zijn overgeleverd, dat sommige passages zijn verwijderd en dat andere er later aan toegevoegd zijn. Moslims verzetten zich vooral tegen de passages waar Jezus door zijn volgelingen de zoon van God wordt genoemd, de passages over de kruisiging, de uitstorting van de Heilige Geest en de herrijzenis. Ook de doop, die in nieuwtestamentische geschriften wordt genoemd, kan volgens moslims geen onderdeel van de Indjil zijn geweest.

### Indjil volgens de Koran
Uit Koranpassages die de Indjil noemen is het volgende af te leiden:
- De Indjil is aan Isa gegeven (Soera De Tafel 46)
- Allah onderwees Isa in de Indjil (Soera Het Geslacht van Imraan 48)
- Allah gaf Isa de Indjil (Soera Het IJzer 27)
- De Indjil bevat licht en leiding (Soera De Tafel 46)
- De Indjil bevestigt hetgeen daarvoor in de Tawrat was (Soera De Tafel 46)
- De Indjil is een vermaning voor de godvrezenden (Soera De Tafel 46)
- Er zijn "mensen van de Indjil", die zich richten naar hetgeen Allah daarin heeft geopenbaard (Soera De Tafel 47)
- De (meeste) joden nemen de Tawrat, de Indjil en de Koran niet in acht (Soera De Tafel 66)
- Er zijn mensen van het Boek die zich niet gedragen naar de geopenbaarde Tawrat, de Indjil en de Koran (Soera De Tafel 68)
- De Koran is een vervulling van de Tawrat en de Indjil (Soera Het Geslacht van Imraan 3)
- In zowel de Tawrat als de Indjil staat een beschrijving van de gelovigen (Soera Het Succes 29)
- Mohammed is beschreven in de Tawrat en de Indjil (Soera De Kantelen 157)
- In de Tawrat en de Indjil staat dat Allah van de gelovigen hun persoon en hun bezittingen heeft gekocht en dat zij vechten voor de zaak van Allah en dat zij doden en worden gedood (Soera Het Berouw 111)
- De Indjil wordt gezien als een aparte openbaring naast onder andere de Tawrat en de Koran
- De inhoud van de Indjil (en de Tawrat) is niet bekend vanuit de Koran

De Koran lijkt te suggereren dat de Indjil bestond en niet corrupt was in de tijd van Mohammed. In Soera De Tafel 47 staat "Laat de mensen van de Indjil oordelen met dat wat Allah daarin geopenbaard heeft." In Soera De Tafel 68 worden de Mensen van het Boek opgeroepen vast te houden aan de Tawrat en de Indjil.